# Stelomon
Stelomon is een geslacht van kreeftachtigen uit de klasse van de Malacostraca (hogere kreeftachtigen).

## Soorten
- Stelomon erawanense (Naiyanetr, 1992)
- Stelomon kanchanaburiense (Naiyanetr, 1992)
- Stelomon pruinosum (Alcock, 1909)
- Stelomon tharnlod Yeo & Naiyanetr, 2000
- Stelomon turgidulimanus (Alcock, 1910)